# Derek White
Derek Bolton White (East Lothian, 30 de enero de 1958) es un ex–jugador británico de rugby que se desempeñaba como octavo.

## Selección nacional
Fue convocado al XV del Cardo por primera vez, en marzo de 1982 para enfrentar a Les Bleus y disputó su último partido diez años después, en marzo de 1992 ante los Dragones rojos. En total jugó 41 partidos y marcó once tries (44 puntos por aquel entonces).

### Participaciones en Copas del Mundo
Disputó dos Copas del Mundo: Nueva Zelanda 1987 donde White marcó el primer try escocés en la historia del torneo y el XV del Cardo resultó eliminado en cuartos de final ante los eventuales campeones: los All Blacks. Cuatro años más tarde en Inglaterra 1991, contribuyó en la mejor actuación de Escocia en un mundial: ganaron su grupo cómodamente con victorias frente a los Brave Blossoms 47-9, Zimbabue 51-12 y el XV del Trébol 24-15. En cuartos de final ganaron 28-6 a Samoa, perdieron en semifinales en un parejo partido, ante el afintrión; por 13-9 y luego fueron vencidos por Nueva Zelanda en el partido por el tercer puesto.
| Mundial                       | Sede          | Resultado        | PJ | Tries |
| ----------------------------- | ------------- | ---------------- | -- | ----- |
| Copa Mundial de Rugby de 1987 | Nueva Zelanda | Cuartos de final | 3  | 1     |
| Copa Mundial de Rugby de 1991 | Inglaterra    | Cuarto puesto    | 6  | 2     |

## Leones británicos
Fue seleccionado a los British and Irish Lions para participar de la Gira de Australia 1989, donde jugó uno de los tres test matches y no marcó puntos. Además fue convocado para el enfrentamiento contra Francia ese mismo año, pero no jugó.

## Palmarés
- Campeón del Torneo de las Seis Naciones de 1990 con Grand Slam.
- Campeón de la RFU Championship de 1991–92.